# フランス語憲章

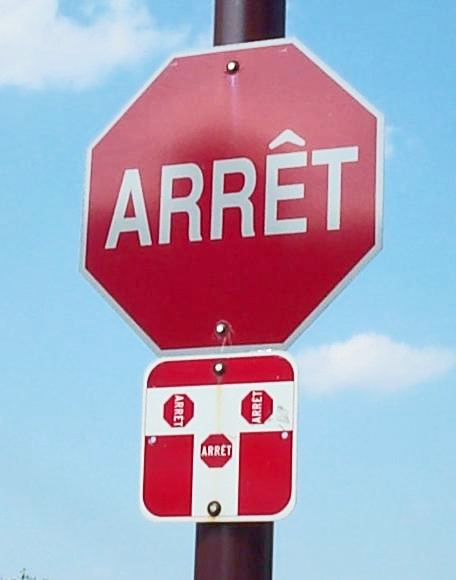
ケベック州の「止まれ」の交通標識

フランス語憲章（フランスごけんしょう、仏: Charte de la langue française）は、1977年、カナダのケベック州で定められた、州内の公用語をフランス語のみとする法律である。

## 概要

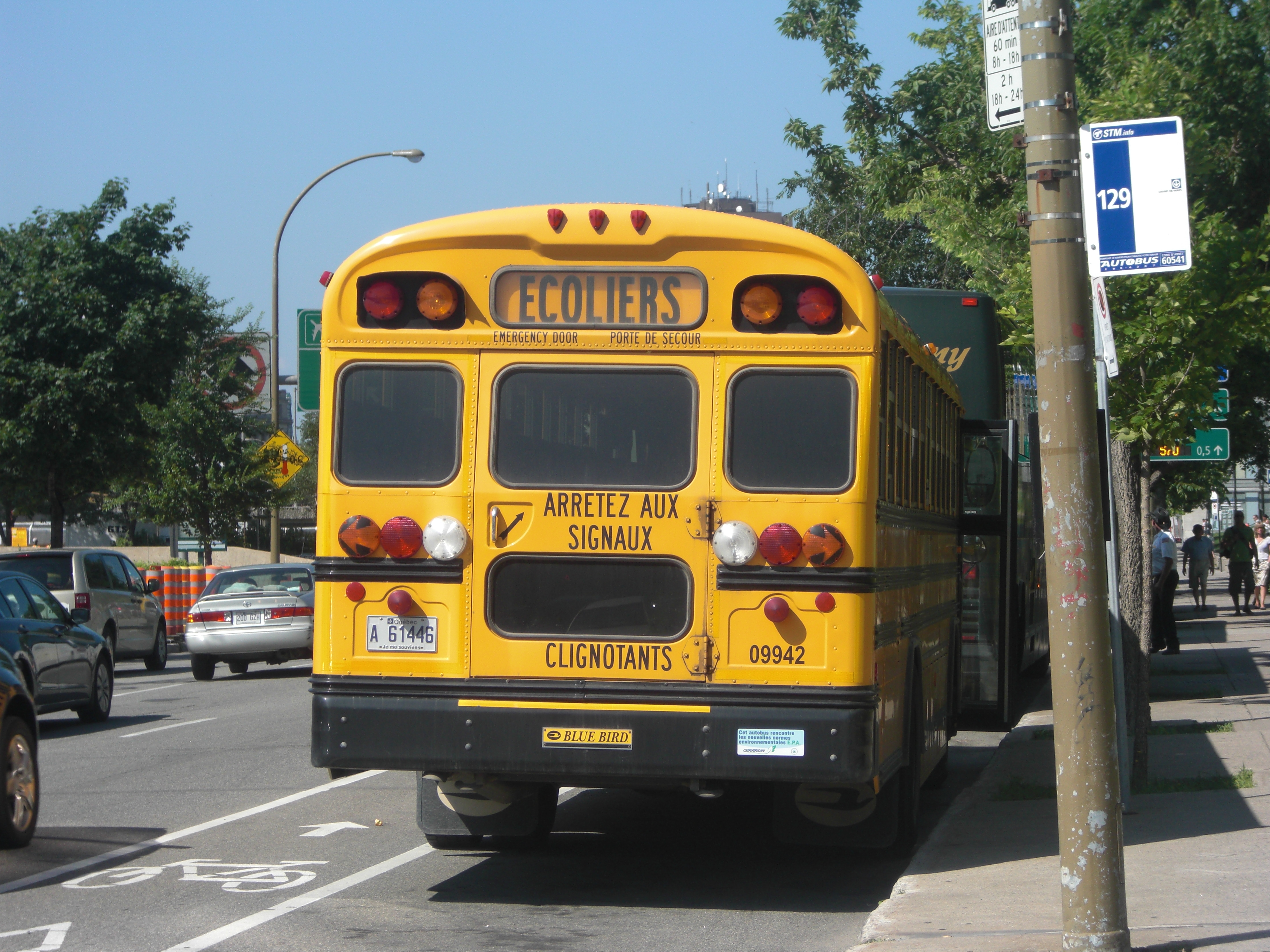
モントリオールのスクールバス

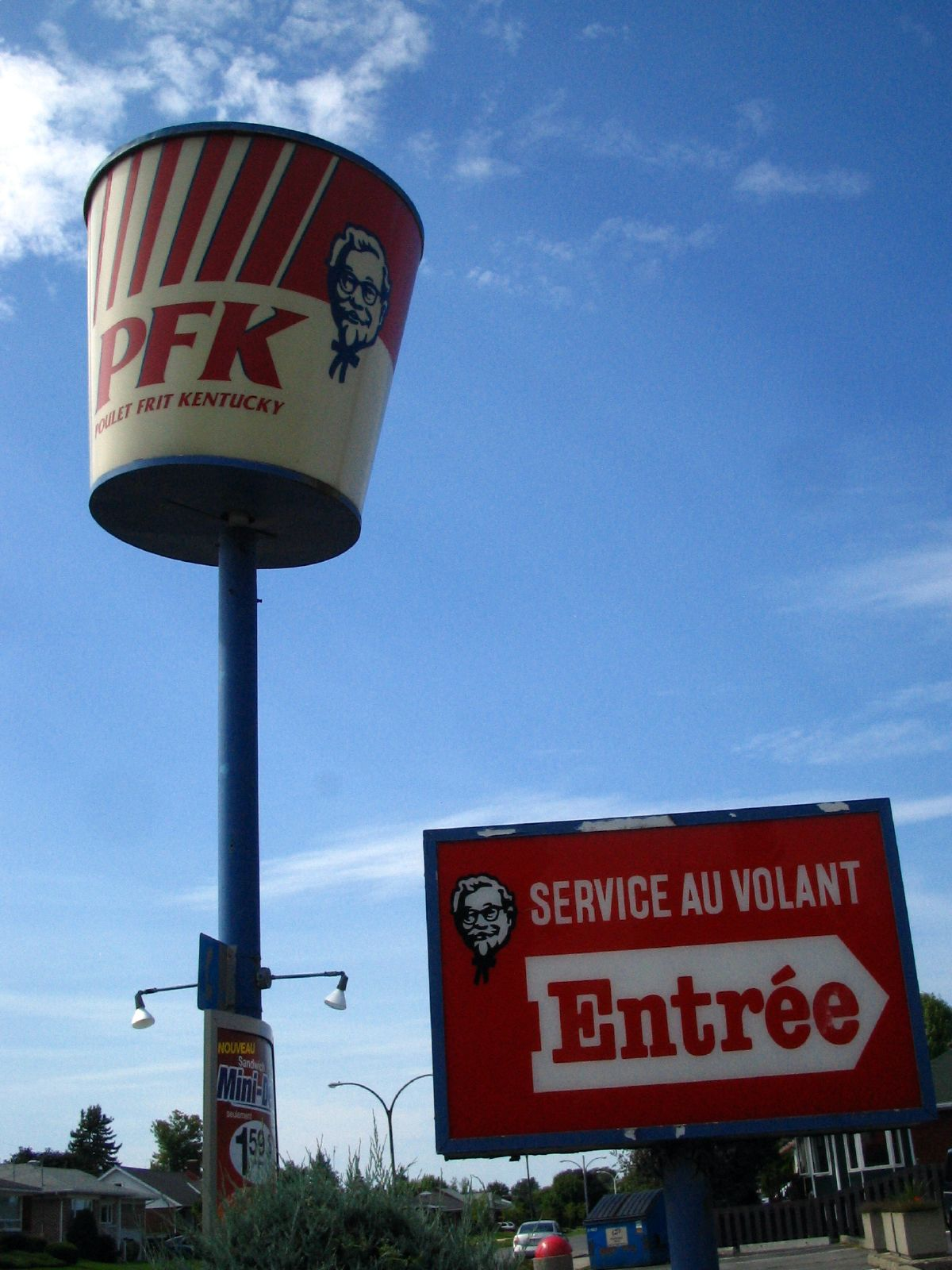
ケベック州ラヴァルのケンタッキー・フライドチキン。フランス語ではPoulet Frit à la Kentucky、略してPFK。

### フランス語のみの公用語化に至るまで
フランスの植民地が、1763年のパリ条約でイギリス領となった後でも、7万人以上の植民地住民のほとんどがフランス語を使い、その後も使用人口が減らなかったため、1774年のケベック法で、公共の場でのフランス語使用が認められた。さらに、現在の連邦の礎を築いた1867年憲法第133条で、カナダ連邦政府及びケベック州政府で、英仏両語の使用が認められ、1870年のマニトバ法でも、フランス語の使用が許可された。また、「二言語二文化主義に関する王立委員会」（fr:Commission royale d'enquête sur le bilinguisme et le biculturalisme）が置かれ、1969年に公用語法が制定され、連邦議会、連邦政府機関、王立機関で、利用者への、英仏いずれかの言語でのサービスが義務付けられた。また、公用語監督官（fr:Commissariat aux langues officielles）が置かれ、英仏2言語の使用も認められた。1982年に制定されたカナダの権利と自由の憲章では、両言語がカナダの公用語であるとされている。また、ニューブランズウィック州は、州レベルで二言語主義を採択している。1988年には、公用語法の改訂により、英仏平等の立場が強化された。
しかしケベック州では、静かなる革命以降、ケベック・フランス語の質的向上が求められ、国家援助が必要となった。1961年に、質的向上目的の国語審議会、1964年に、州内の地名をフランス語化する地理委員会が相次いで設立され、1969年、ユニオンナショナル党政権下でケベック州におけるフランス語推進のための法ができ、1963年設立のジャンドロン委員会の提言を受けて、1974年、ケベック自由党により、ケベック州の公用語法が制定された。そしてついに、1977年、ルネ・レベック率いるケベック党政権によるフランス語憲章（101号法）が制定されるにいたる。
この背景には、ケベック州の主導権はフランス系住民こそが握るべきだという思いと、フランス系の出生率低下や移民の増加とで、州の人口構成に変化が出たことも挙げられる。しかしながら、1989年の世論調査では，人口の約3分の2が二言語主義に賛成している。

### 憲章
フランス語憲章の内容は、以下のようなものである。
- 立法・行政・司法の手続き（訴訟や判決など）はフランス語で行われること
- 学校教育（州政府直轄の義務教育）では子供はすべてフランス語系の学校で学ぶこと
- 商工業などの経済活動では、書類にはフランス語を使うこと
- 雇用主と従業員の会話や、企業内部での言語はフランス語に限定すること

主な狙いとしては、こういうものである。
- 新規に移民して来る者の子弟への、フランス語教育の義務づけ
- 50人以上の企業や事業所でのフランス語の義務づけ
- 広告や標識、企業名のフランス語表記の義務づけ

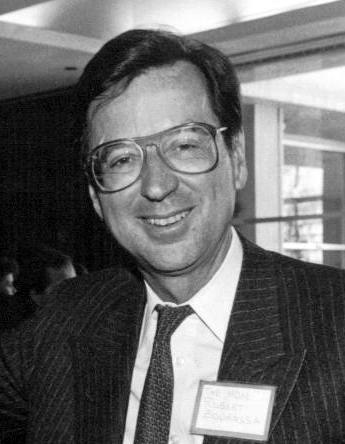
ロベール・ブーラサ

ただし、教育においては、親が州内で英語で教育を受けていれば、子供たちは英語系の学校で教育を受けられた。
英語系の学校は例外的に存在を認められ、入学条件としては、両親のいずれかがケベック州で英語での初等教育を受けており、この憲章の施行日にケベック州内に在住の者、同じく、施行日に英語系の初等・中等学校に、違法でなく在学している者、及びその弟妹に限られた。
また、フランス語憲章施行以前は、職場において管理職は英語、非管理職はフランス語という色分けがなされていたが、それもなくなった。しかし強引なフランス語化により、モントリオール銀行、テキシコ・カナダ、サン・ライフといった大手企業がケベックを去ることにもなった。英語系住民約20万人がケベック州を出たともいわれている。

### 1985年以降
1985年12月の州選挙で、ロベール・ブーラサ率いるケベック自由党政権となり、フランス語公用語化は一部緩和された。1993年には、86号法に基づき、商業用広告の英仏両語表記が認められ、「言語警察」と呼ばれていたフランス語保護委員会が廃止された。1994年に政権奪還したケベック党が憲章の再強化を狙うも、1996年のルシアン・ブシャール政権、2003年のジャン・シャレー政権とも、大きな変化はないままである。

## 外国への影響
この憲章は、少数言語の他地域にも影響をもたらした。例えば、イギリスのウェールズで、1993年に成立し、ウェールズ語を英語と同等に扱うようにしたウェールズ言語法や、スペインのカタルーニャ自治州におけるカタルーニャ語の扱いに関してなどである。ウェールズでは、二言語で行われるウェールズ議会の成立にも影響があったといわれている。